# Ross Lang
Ross Lang (... – Inghilterra, 1822) è stato un generale britannico.

## Biografia
Lang entrò nell'esercito britannico e venne destinato in India a capo del Madras European Regiment. Comandò un battaglione durante l'assedio di Madurai nel 1763 e quindi, promosso tenente colonnello, prestò servizio nella prima guerra anglo-mysore. Venne nominato quindi comandante del Madras Army nel 1777, a seguito della sospensione di James Stuart, e poi comandante dell'armata di Vellore. Col rango di tenente generale, comandò nuovamente il Madras Army tra il 1783 ed il 1785.